# Aéroport de Pula
L’aéroport de Pula (code IATA : PUY • code OACI : LDPL) est un aéroport desservant la ville de Pula et sa région, en Croatie.

## Historique
Avant la Seconde Guerre mondiale, il existait une piste en herbe pour les besoins des aviateurs de l’époque, elle fut détruite pendant le conflit.
À l’automne 1954, fut créée pour les besoins de l’armée yougoslave la base aérienne militaire de Pula. 
Le 1er mai 1967, l'aéroport fut ouvert au trafic civil par l'adjonction d’un petit terminal passagers et fut nommé "Zračna luka Ljubljana – Pula" (aéroport de Ljubljana - Pula).
Profitant d’un environnement climatique privilégié, il sert aussi comme aéroport alternatif pour la Slovénie, l’Italie et l’Autriche.
L’aéroport de Pula enregistra en 1990 son record de trafic avec 670 000 passagers, puis pendant près de dix ans, à cause de la guerre en Croatie, sa fréquentation n’excédera pas le dixième de ce record.
Depuis 1999, le trafic est en hausse constante et a atteint en 2007, 377 341 passagers.

## Structure
L’aéroport possède 2 parties :
- Une partie civile avec un terminal passagers.
- Une partie militaire où est située la base aérienne 92 de Pula avec la 22e escadrille d’avions de chasse de l'armée de l'air croate, composée de MiG-21 bis/UM.

## Situation
| \| 50 km1:1 970 000 \| Zagreb-Pleso Brač Dubrovnik Osijek Pula Rijeka Split Zadar |
| 50 km1:1 970 000                                                                  |

## Compagnies et destinations
| Compagnies                    | Destinations |
| ----------------------------- | --- |
| Air Serbia                    | En saison : Belgrade-Nikola-Tesla |
| British Airways               | En saison : Londres-Heathrow |
| Croatia Airlines              | Zadar, Zagreb-Pleso En saison : Dubrovnik, Francfort, Zurich                                                                                              |
| easyJet                       | En saison : - Amsterdam , - Berlin-Brandebourg, - Bristol, - Glasgow, - Londres-Gatwick, - Londres-Luton, - Naples-Capodichino, - Paris-Charles de Gaulle |
| easyJet Switzerland           | En saison : Bâle-Mulhouse, Genève-Cointrin |
| Edelweiss Air                 | En saison : Zurich |
| Eurowings                     | En saison : Cologne/Bonn-K. Adenauer, Düsseldorf, Stuttgart                                                                                               |
| Lufthansa                     | En saison : Francfort, Munich-F. J. Strauß |
| Norwegian Air Shuttle         | En saison : Copenhague-Kastrup, Helsinki-Vantaa, Oslo-Gardermoen, Stockholm-Arlanda                                                                       |
| People's                      | En saison : Altenrhein |
| Ryanair                       | En saison : - Charleroi Bruxelles-Sud, - Katowice-Pyrzowice, - Londres-Stansted, - Poznań (Posnanie)-H. Wieniawski, - Vienne-Schwechat, - Weeze           |
| Scandinavian Airlines         | En saison : Copenhague-Kastrup, Göteborg, Oslo-Gardermoen, Stockholm-Arlanda                                                                              |
| Swiss International Air Lines | En saison : Genève-Cointrin, Zurich |
| Trade Air                     | Osijek, Split, Zagreb-Pleso |
| Transavia                     | En saison : Rotterdam-La Haye |
| Transavia France              | En saison: Paris-Orly |
| TUI Airways                   | En saison : Birmingham, Londres-Gatwick, Manchester |
| TUI fly Belgium               | En saison : Bruxelles-National |
| TUI fly Nordic                | En saison charter : Göteborg, Stockholm-Arlanda |

Édité le 19/05/2019  Actualisé le 15/02/2023

## Trafic

### En graphique
Pour des raisons techniques, il est temporairement impossible d'afficher le graphique qui aurait dû être présenté ici.

Voir la requête brute et les sources sur Wikidata.

## Accidents et incidents
Le 2 août 2009, un Piper PA-46-310P Malibu privé effectuant un vol de Francfort à Pula n'a pas réussi à sortir sa roulette de nez pour l'atterrissage. Après plusieurs essais, il a manqué de carburant et a atterri sur son train d'atterrissage principal. Le nez de l'avion a alors touché la piste, ce qui a causé des dégâts considérables. Il n'y a eu aucun blessé parmi les cinq passagers,.
Le 21 septembre 2011, le moteur principal gauche d'un Piper PA-46-350P Malibu Mirage privé est tombé en panne après que l'appareil a fait un virage à 180° pour s'aligner avec la piste. Celle-ci, pour gérer cet incident, a été fermée pendant 3 heures. L'avion a pu se poser et n'a subi que des dommages mineurs. Aucun blessé n'a été signalé parmi les quatre passagers de l'appareil.